# Conus recluzianus simanoki
Conus recluzianus simanoki is een ondersoort van de zeeslakkensoort Conus recluzianus, uit het geslacht Conus. De slak behoort tot de familie Conidae. Conus recluzianus simanoki werd in 2007 beschreven door Tenorio in Poppe & Tagaro. Net zoals alle soorten binnen het geslacht Conus zijn deze slakken roofzuchtig en giftig. Zij bezitten een harpoenachtige structuur waarmee ze hun prooi kunnen steken en verlammen.